# 유니박 I

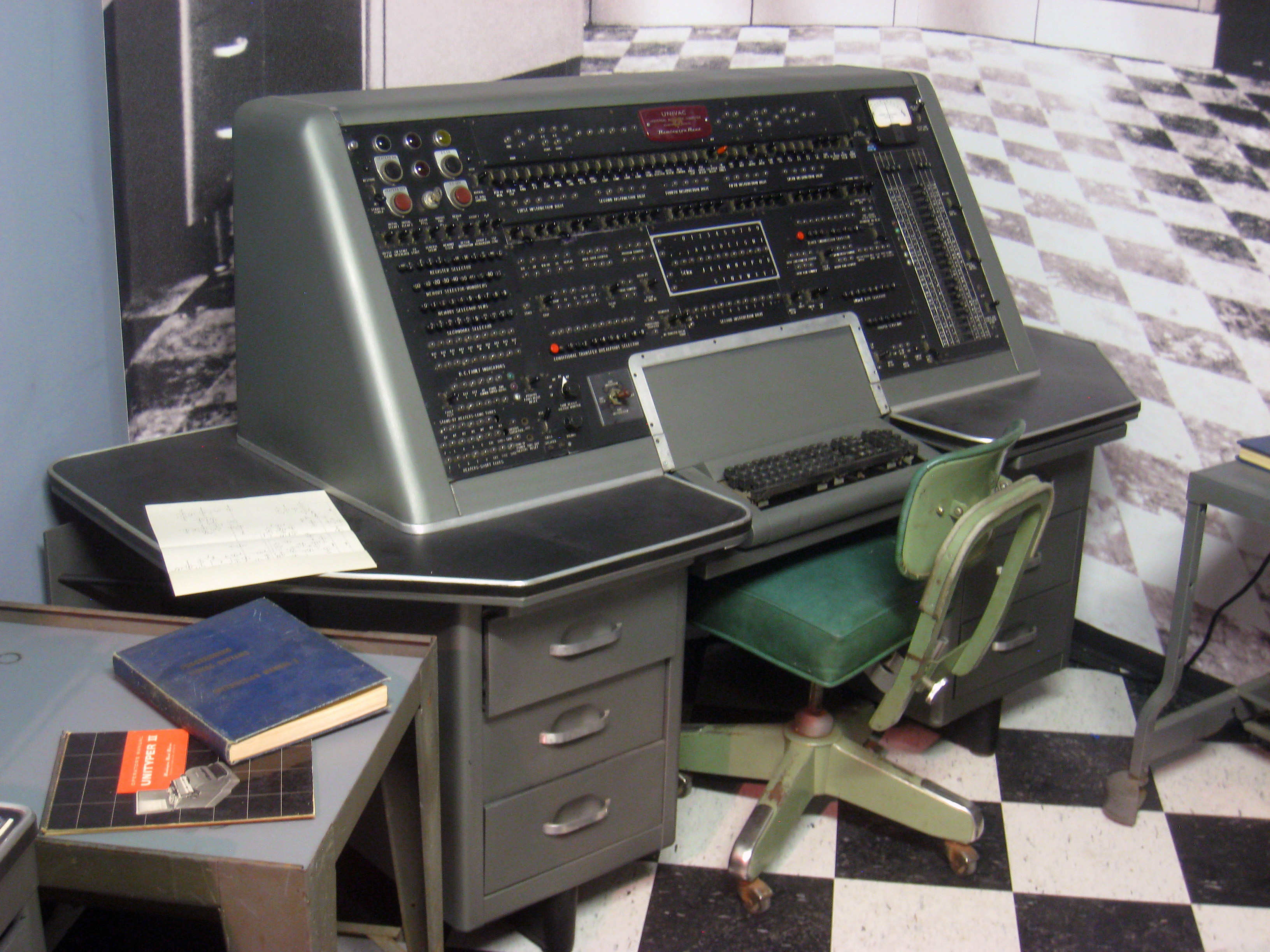
유니박 I 조작자의 콘솔

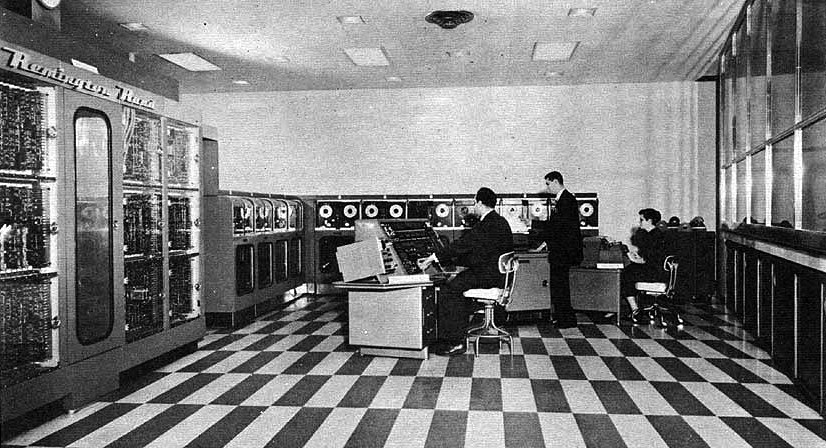
프랭클린 생명보험 회사의 유니박 I

유니박 I(UNIVersal Automatic Computer I)은 에니악(ENIAC)을 만든 모클리와 에커트에 의해 미국에서 처음으로 만들어진 최초의 상업용 컴퓨터이다. UNIVAC I 모델들이 등장하기 전 여러 해 동안 이 머신은 간단히 "유니박"(UNIVAC)으로 불렸다.
1951년 3월 31일에 최초로 미국의 조사 통계국에 설치되었으며 그 해 6월 14일 전문적으로 사용되었다.

## 같이 보기
- 유니박